# Kozubivka, Horol
Kozubivka (în ucraineană Козубівка) este un sat în comuna Andriivka din raionul Horol, regiunea Poltava, Ucraina.

## Demografie
Componența lingvistică a localității Kozubivka
     Ucraineană (97,18%)
     Rusă (2,47%)
     Alte limbi (0,36%)
Conform recensământului din 2001, majoritatea populației localității Kozubivka era vorbitoare de ucraineană (97,18%), existând în minoritate și vorbitori de rusă (2,47%).